# شارون هورجان
شارون هورجان (بالإنجليزية: Sharon Horgan)‏ هي ممثلة بريطانية، ولدت في 4 أبريل 1970 في المملكة المتحدة.

## ترشيحات
- British Academy Television Award for Best Female Comedy Performance [الإنجليزية]‏ (2016)

## وصلات خارجية
- شارون هورجان على موقع IMDb (الإنجليزية)
- شارون هورجان على موقع ميوزك برينز (الإنجليزية)
- شارون هورجان على موقع قاعدة بيانات الفيلم (الإنجليزية)
- شارون هورجان على موقع كينوبويسك (الروسية)